# Mimoxenolea
Mimoxenolea es un género de escarabajos longicornios de la tribu Acanthocinini.

## Especies
- Mimoxenolea bicoloricornis Breuning, 1960
- Mimoxenolea ornata (Breuning, 1961)